# Kalktuffquelle bei Blankenheim
Kalktuffquelle bei Blankenheim este o arie protejată (arie specială de conservare — SAC, sit de importanță comunitară — SCI) din Germania întinsă pe o suprafață de 0,47 ha, integral pe uscat.

## Localizare
Centrul sitului Kalktuffquelle bei Blankenheim este situat la coordonatele 50°26′37″N 6°39′46″E / 50.4436°N 6.6628°E.

## Înființare
Situl Kalktuffquelle bei Blankenheim a fost declarat sit de importanță comunitară în martie 2001 pentru a proteja un număr necunoscut de specii din flora spontană și fauna sălbatică aflate în arealul zonei. Situl a fost protejat și ca arie specială de conservare în octombrie 2007.

## Biodiversitate
Situată în ecoregiunea continentală, aria protejată conține 2 habitate naturale: Izvoare petrifiante cu formare de travertin (Cratoneurion), Mlaștini alcaline.
La baza desemnării sitului se află un număr nedeclarat de specii protejate.